# Cyril Mango
Cyril Alexander Mango (ur. 14 kwietnia 1928 w Stambule, zm. 8 lutego 2021) – brytyjski historyk i historyk sztuki, specjalista dziejów Bizancjum. Brat Andrew, również historyka.
Był profesorem bizantynistyki, języka nowogreckiego i literatury na Uniwersytecie Oksfordzkim i Harvard University.

## Publikacje
- The brazen house. A a study of the vestibule of the Imperial Palace of Constantinople, by Cyril Mango, with an app. by Ernest Mamboury, København: i kommission hos Ejnar Munksgaard 1959.
- Mosaics of St.Sophia at Istanbul, 1962.
- The Art of Byzantine Empire (312-1453). Sources and Documents, Englewood Cliffs, Prentice Hall Inc., 1972.
- Byzantine Architecture, 1976.
- Byzantium: the Empire of the New Rome, New York: Scribner 1980.
- Byzantium and its image, London: Variorum Reprints 1984.
- The art of the Byzantine Empire 312-1453. Sources and documents, Toronto – Buffalo – London: University of Toronto Press 1986.
- Studies on Constantinople, 1993.
- (redakcja) Constantinople and Its Hinterland. Papers from the Twenty-Seventh Spring Symposium of Byzantine Studies, Oxford, April 1993, red. C. Mango, G. Dagron, przy współpracy G. Greatrex, Aldershot 1995, s. 91-105.
- Hagia Sophia: A Vision for Empires, Istanbul: Ertuğ & Kocabıyık 1997.
- Chora: The Scroll of Heaven, Istanbul: Ertuğ & Kocabıyık 2000.
- The Oxford history of Byzantium, ed. by Cyril Mango, Oxford – New York : Oxford University Press 2002.

## Przekłady na język polski
- Historia Bizancjum, przeł. Małgorzata Dąbrowska, Gdańsk: Marabut 1997 (wyd. 2 – Gdańsk 2002).